# Clave de sesión
Una clave de sesión es una clave simétrica de un solo uso utilizada para cifrar todos los mensajes de una sesión de comunicación. Un término estrechamente relacionado es el de clave de cifrado de contenido (CEK, Content Encryption Key), clave de cifrado de tráfico (TEK, Traffic Encryption Key) o clave de multidifusión, que se refiere a cualquier clave utilizada para cifrar mensajes, a diferencia de otros usos como el cifrado de otras claves (clave de cifrado de clave (KEK, Key Encryption Key) o clave de envoltura de clave).
Las claves de sesión pueden introducir complicaciones en un sistema, aunque resuelven algunos problemas reales. Hay dos razones principales para utilizar claves de sesión:
1. Varios ataques criptoanalíticos resultan más fáciles cuanto más material encriptado con una clave específica esté disponible. Al limitar la cantidad de datos procesados con una clave concreta, esos ataques se hacen más difíciles de realizar.
2. El cifrado asimétrico es demasiado lento para muchos propósitos y todos los algoritmos de clave secreta requieren que la clave esté distribuida de forma segura. Si se utiliza un algoritmo asimétrico para cifrar la clave secreta de otro algoritmo simétrico más rápido, es posible mejorar considerablemente el rendimiento general. Este es el proceso utilizado por PGP y GPG.[1]

Como todas las claves criptográficas, las claves de sesión deben ser elegidas de manera que no puedan ser predichas por un atacante, lo que normalmente requiere que sean elegidas al azar. No elegir correctamente las claves de sesión (o cualquier clave) es un importante (y demasiado común en la práctica real) defecto de diseño en cualquier sistema criptográfico.